# These Are the Days of Our Lives
»These Are the Days of Our Lives« je pesem angleške rock skupine Queen. Napisal jo je bobnar Roger Taylor in je osma skladba na albumu Innuendo iz leta 1991. Zvok klaviatur so programirali vsi štirje člani skupine v studiu, sintetiziran zvok kong pa je posnel njihov producent David Richards (v videospotu je zaigral bobnanje Roger Taylor).
Pesem je izšla kot singl v ZDA 5. septembra 1991, na 45. rojstni dan Freddieja Mercuryja, in v Združenem kraljestvu malo po njegovi smrti tri mesece kasneje, skupaj z »Bohemian Rhapsody«. Že prvi teden po izidu se je uvrstil na prvo mesto angleške lestvice singlov in ostal na vrhu pet tednov. Leta 1992 je bila pesem nagrajena z nagrado BRIT za najboljši singl.
»These Are the Days of Our Lives« je podobna njihovi pesmi »Love of My Life« iz leta 1975, v obeh se dvakrat ponovi verz »I still love you« (še vedno te (vas) imam rad). Mercury na koncu pesmi te besede preprosto pove brez melodije, kot je pogosto storil ob izvajanju »Love of My Life« v živo.

## Videospot
Videospot za to pesem je bil zadnji video posnetek, v katerem je nastopal frontman Freddie Mercury, ki je bil v času nastajanja v zadnjem stadiju Aidsa. Večino posnetkov, uporabljenih v spotu, sta ustvarila Rudi Dolezal in Hannes Rossacher iz avstrijske produkcijske hiše DoRo Productions 30. maja 1991.
Na snemanju so bili prisotni Mercury, Taylor in John Deacon, kitarista Briana Mayja pa so posneli kasneje, saj je bil takrat ravno v tujini na promocijski turneji. Posnet je v črno-beli tehniki, s čimer je skupina želela nekoliko prikriti kako očitno je bilo takrat Mercuryjevo fizično stanje zaradi Aidsa. Le-to je bilo v središču medijske pozornosti že več kot eno leto, črno-bel pa je bil že njihov prejšnji videospot za pesem »I'm Going Slightly Mad«. Kasneje so prišli v javnost barvni posnetki skupine med snemanjem videospota, na katerih je očitno, kako slabotno je Mercury takrat zares izgledal.
V spotu Mercury nosi svoj priljubljeni telovnik s slikami mačk, ki ga je zanj naredil dober prijatelj. Na koncu, vedoč, da se bo kmalu poslovil, pogleda naravnost v kamero in zašepeta »I still love you«, kar so bile njegove zadnje besede pred kamero.
Različica videospota za ameriški trg je vsebovala tudi nekaj animiranih posnetkov, ki so jih ustvarili Disneyjevi animatorji (založba Hollywood Records, ki je zastopala skupino v Severni Ameriki, je podružnica The Walt Disney Company). V Evropi je izšla »čista« različica brez animacij. Še tretja različica je izšla leta 1992 z namenom promocije kompilacije Classic Queen v ZDA, ta je združevala posnetke skupine iz obdobja med 1973 in 1991 ter posnetke iz ameriške različice videospota.